# +44
+44 (pronunciat Plus Forty Four en anglès) és una formació punk rock nord-americana formada per en Travis Barker (bateria i teclat) i en Mark Hoppus (baix, guitarra i vocals), ambdós del grup blink-182; en Shane Gallagher i en Craig Fairbaugh (de Transplants). Van publicar el seu primer àlbum, When your heart stops beating, el 14 de novembre del 2006. El nom "+44" prové del prefix telefònic del Regne Unit, lloc on van decidir començar amb el projecte.
El 13 de desembre de 2005 (el dia de l'aniversari de Tom DeLonge, ex-company de blink-182), la formació va publicar la primera cançó oficial titulada "No It Isn't" a la seva pàgina web. Diuen els rumors que la cançó està dedicada a en Tom per tots els problemes que va haver-hi amb blink-182, no només pel fet d'haver sigut publicada sinó també per la lletra mateixa, la qual tracta de la separació de dos amics. Hoppus va dir en una entrevista amb la revista britànica Kerrang! que aquesta teoria era incorrecta, però en una altra entrevista en el programa TRL de la MTV dues setmanes després del llançament del disc, va reconèixer que la cançó va ser escrita per la ruptura de blink-182. Posteriorment, Mark Hoppus va aclarir que la data de llançament havia sigut aquella per decisió de la companyia discogràfica.
En un principi la formació comptava amb la col·laboració de Carol Heller (de la formació Get the Girl, que seria guitarrista i posaria veu de fons, però va haver d'abandonar el projecte per raons familiars i va ser reemplaçada per un parell de guitarristes: Craig Fairbaug i Shane Gallagher. Això no obstant, la Carol va participar en un dels temes del disc, "Make You Smile".
Mark Hoppus va fer una entrevista l'agost de 2006 on va parlar sobre la situació actual de blink-182, de la ruptura, del disc d'Angels And Airwaves, del futur de la formació i de les seves expectatives. L'1 de setembre de 2006 la formació va publicar una altra cançó a la seva pàgina web, titulada "Lycanthrope". El primer àlbum, When your heart stops beating, va sortir al mercat el 14 de novembre de 2006. El primer single va ser la cançó que donava nom a l'àlbum, "When your heart stops beating", i l'estrena del video-clip va ser el 2 d'octubre. El seu segon single és "Lillian", el video-clip del qual encara no s'ha estrenat ni hi ha prevista cap data determinada.

## Membres
- Mark Hoppus (anteriorment a blink-182) — Baix, vocal.
- Travis Barker (Expensive Taste; anteriorment a Aquabats, blink-182, Box Car Racer, Transplants) — Bateria, teclat.
- Craig Fairbaugh (The Mercy Killers; antigament a Transplants, The Forgotten i Lars Frederiksen and the Bastards) — Guitarra, veus de fons.
- Shane Gallagher (antigament a The Nervous Return) — Guitarra.

Antigament:
- Carol Heller (antigament a Get the Girl) — Vocals, guitarra (2005–2006).

## Discografia
Àlbums
- When Your Heart Stops Beating - 14 de novembre del 2006

Singles
- When Your Heart Stops Beating - 2006
- Lillian - 2006
- 155 - 2007